# Romuald Rudzys
Romuald Rudzys (lit. Romualdas Rudzys; ur. 5 czerwca 1947 w rejonie trockim) – litewski polityk polskiego pochodzenia, poseł na Sejm Restytucyjny Litwy (1990–1992). 

## Życiorys
W 1975 ukończył studia w Wileńskim Instytucie Inżynieryjno-Budowlanym. Uzyskał stopień inżyniera elektryka. W latach 1964–1969 pracował w fabryce dywanów w Landwarowie. Po odsłużeniu armii radzieckiej zatrudniony na stanowisku dyrektorskim w przedsiębiorstwie budowlanym. Od 1986 stał na czele Spółdzielczego Przedsiębiorstwa Produkcyjnego "Kaitra" w Landwarowie. W wyborach 1990 został wybrany posłem do Rady Najwyższej Litewskiej SRR w okręgu wyborczym nr 137 w Landwarowie. Nie związał się z frakcją polską w Radzie Najwyższej. Głosował za deklaracją niepodległości z 11 marca 1990. Po odejściu z Sejmu był dyrektorem spółki "Imatra". W wyborach z 1996 ubiegał się o wybór do Sejmu VII kadencji w okręgu Nowa Wilejka z rekomendacji Litewskiej Partii Chłopskiej. Od 19 lutego do 22 sierpnia 2009 był członkiem rady rejonu trockiego z ramienia Litewskiej Partii Socjaldemokratycznej, której członkiem został w 1997.  
Żonaty, ma syna i córkę.

## Ordery i odznaczenia
- Medal Niepodległości Litwy (2000)[4]